# Entgeltumwandlung
Die Entgeltumwandlung ist eine spezifische, staatlich geförderte Form der betrieblichen Altersvorsorge in Deutschland. Jeder Arbeitnehmer hat gemäß § 1a BetrAVG einen Rechtsanspruch gegen seinen Arbeitgeber, einen Teil seines vereinbarten Arbeitsentgelts für die betriebliche Altersversorgung zu verwenden. Gefördert wird diese Form der betrieblichen Altersversorgung, indem auf den umgewandelten Anteil des Entgelts keine Einkommensteuer (gemäß § 3 Ziff. 63 EStG) und keine Sozialabgaben (gemäß § 1 Abs. 1 Ziff. 4 u. 9 SvEV) erhoben werden. Im Gegenzug ist die spätere Rentenzahlung einkommensteuerpflichtig und unterliegt grundsätzlich Beiträgen zur gesetzlichen Kranken- und Pflegeversicherung.

## Begriffsabgrenzung
Neben dem Begriff der Entgeltumwandlung werden auch weitere Begriffe mit gleicher Bedeutung verwendet:
- Je nach Art des umgewandelten Entgelts ist auch die Rede von Gehaltsumwandlung (bei Umwandlung eines Arbeitsentgelts) oder (seltener) Lohnumwandlung (bei Umwandlung von Lohn).
- Teilweise werden auch die Begriffe Entgeltverzicht, Gehaltsverzicht oder Lohnverzicht verwendet. Diese Ausdrücke sind aber irreführend, weil es sich ja nicht tatsächlich um einen Verzicht handelt.
- Zudem findet sich der Begriff Bruttoentgeltumwandlung, mit dem hervorgehoben wird, dass die Umwandlungsbeträge das Bruttoentgelt und damit auch die Steuern und Sozialabgaben mindern. Eine Umwandlung aus dem Nettoentgelt wäre im Gegensatz dazu keine Entgeltumwandlung, sondern eine reine Entgeltverwendung beziehungsweise Gehaltsverwendung[1].
- Werblich wird auch Entgeltoptimierung verwendet.

## Arbeitsrecht
Bei einer Entgeltumwandlung zur betrieblichen Altersversorgung (arbeitnehmerfinanzierte Altersversorgung, auch Deferred Compensation genannt) verzichtet der Arbeitnehmer auf einen Teil seines Gehalts zugunsten einer Altersversorgungszusage. § 1 Abs. 2 Nr. 3 BetrAVG fordert, dass künftig fällige Entgeltbestandteile in eine wertgleiche Zusage umgewandelt werden.
In Deutschland haben gemäß § 1a BetrAVG Arbeitnehmer Anspruch auf Entgeltumwandlung bis zu 4 % der Beitragsbemessungsgrenze in der gesetzlichen Rentenversicherung. Höchstrichterlich ist seit 2014 geklärt, dass der Arbeitgeber den Arbeitnehmer nicht initiativ auf diesen Anspruch hinweisen muss. 2007 bereits entschied das Bundesarbeitsgericht, dass der Rechtsanspruch von Beschäftigten gegenüber dem Arbeitgeber auf Entgeltumwandlung verfassungsgemäß und damit mit Art. 12 GG vereinbar ist, sofern die Beschäftigten einen Antrag auf die Entgeltumwandlung gestellt haben. Der Rechtsanspruch auf Entgeltumwandlung ist allerdings dem so genannten Tarifvorrang untergeordnet. Nach § 17 Abs. 3 BetrAVG kann in Tarifverträgen u. a. von § 1a BetrAVG abgewichen werden. Beschäftigte, für die ein solcher Tarifvertrag unmittelbar oder über einzelvertragliche Vereinbarung gilt, können ihren Tariflohn nur umwandeln, wenn der Tarifvertrag das zulässt. Beispielsweise erlaubt der Tarifvertrag über eine Zusatzrente im Baugewerbe (TV TZR) eine Entgeltumwandlung. Nach § 2 Abs. 6 TV TZR ist jedoch eine Umwandlung des Mindestlohns unzulässig.
Außerdem enthält § 1a BetrAVG Regelungen zu den möglichen Durchführungswegen. Grundsätzlich kann die Entgeltumwandlungszusage über jeden Durchführungsweg vereinbart werden. Der Arbeitgeber kann als Durchführungsweg die Pensionskasse oder den Pensionsfonds vorgeben. Bietet er keinen dieser beiden Durchführungswege an, kann der Arbeitnehmer die Durchführung über eine Direktversicherung verlangen. Bei allen drei Durchführungswegen kann der Arbeitnehmer verlangen, dass die Voraussetzungen für die so genannte Riester-Förderung erfüllt werden.
Der Arbeitgeber muss keine sehr kleinen (§ 1a Abs. 1 Satz 4 BetrAVG) und keine wechselnden Entgeltumwandlungsbeträge (§ 1a Abs. 2 BetrAVG) akzeptieren. Im Falle eines fortbestehenden Arbeitsverhältnisses ohne Bezüge (z. B. wegen einer Elternzeit) kann der Arbeitnehmer nach § 1a Abs. 4 BetrAVG die Entgeltumwandlung mit privaten Beiträgen fortsetzen. Eine Anwartschaft auf betriebliche Altersversorgung, die durch Entgeltumwandlung finanziert wurde, ist sofort unverfallbar (§ 1b Abs. 5 Satz 1 BetrAVG), die Höhe richtet sich nach den bereits umgewandelten Entgelten (§ 2 Abs. 5a BetrAVG). Lediglich für Zusagen, die vor dem 1. Januar 2001 erteilt wurden, gelten noch abweichende Regelungen.
Für Entgeltumwandlungszusagen gelten nach § 16 BetrAVG besondere Anpassungserfordernisse. Grundsätzlich müssen die Arbeitgeber alle drei Jahre eine Anpassung prüfen und, soweit zumutbar, die Renten erhöhen. Eine Anpassung in diesem Sinne gilt als ausreichend, wenn die Renten mindestens so stark steigen, wie die Preise oder die Löhne der Beschäftigten des Unternehmens. Eine Prüfpflicht besteht nicht, wenn der Arbeitgeber sich verpflichtet hat, die Renten jährlich um mindestens ein Prozent anzupassen. Sie besteht auch nicht, wenn im Falle der Direktversicherung oder der Pensionskasse ab Rentenbeginn sämtliche Überschussanteile zur Leistungserhöhung verwendet werden. Wird eine Beitragszusage mit Mindestleistung gewährt, entfällt die Anpassungsprüfpflicht ebenfalls. In der Praxis nehmen Arbeitgeber zu meist eine der drei Möglichkeiten zur Vermeidung der Prüfpflicht in Anspruch.
Ebenfalls als Entgeltumwandlungszusage gilt eine Zusage, die im Rahmen von § 4 BetrAVG von einem Arbeitgeber auf den nächsten übertragen wurde.

## Abgrenzung von der arbeitgeberfinanzierten Altersversorgung
Zwischen arbeitgeber- und arbeitnehmerfinanzierter Altersversorgung gibt es Unterschiede beispielsweise bei der Unverfallbarkeit oder der Höhe der Pensionsrückstellungen. Daher ist es von Bedeutung, die beiden Finanzierungsformen voneinander abzugrenzen. Schwierigkeiten kann es beispielsweise geben,
- wenn der Arbeitgeber eine bestimmte Vergütung nur zahlt unter der Voraussetzung, dass sie ganz oder teilweise für eine betriebliche Altersversorgung gegen Entgeltumwandlung verwendet wird,
- wenn die Entgeltumwandlung durch den Arbeitgeber aufgestockt wird,
- wenn eine Gehaltserhöhung nicht gewährt, sondern sofort in betriebliche Altersversorgung umgewandelt wird (opting-out).

Grundsätzlich ist davon auszugehen, dass Entgeltumwandlung vorliegt, wenn Arbeitgeber und Arbeitnehmer eine Umwandlungsvereinbarung geschlossen haben und die umgewandelten Beträge ohne die Vereinbarung ausgezahlt worden wären.

## Steuer- und sozialversicherungsrechtliche Förderung während der Einzahlungsphase
Der Staat fördert die betriebliche Altersvorsorge im Rahmen der Entgeltumwandlung, indem die umgewandelten Entgelte bis zur Höhe von 4 % der Beitragsbemessungsgrenze der Gesetzlichen Rentenversicherung sozialabgabenfrei und bis zu 8 % steuerfrei gestellt werden. Soweit Löhne aufgrund von Tarifverträgen gezahlt werden, muss die Umwandlung zusätzlich durch tarifvertragliche Regelungen vorgesehen oder erlaubt sein (§ 19 BetrAVG).

### Steuerliche Förderung
Je nach Durchführungsweg stehen unterschiedliche Förderungsmöglichkeiten zur Verfügung. Nach § 3 Nr. 63 EStG werden Beiträge an Pensionsfonds, Pensionskassen oder Direktversicherungen bis zu 8 % der Beitragsbemessungsgrenze steuerfrei gestellt. Hierauf werden nach § 40b EStG pauschal besteuerte Beiträge an Pensionskassen oder Direktversicherungen angerechnet. Daneben gibt es für die genannten Durchführungswege die Riester-Förderung gemäß § 10a, § 82 EStG. Die verschiedenen Förderungen können kumulativ genutzt werden.
In den Durchführungswegen Direktzusage oder Unterstützungskasse wird ein steuerlicher Zufluss durch die Entgeltumwandlung vermieden. Das gilt auch dann, wenn Beiträge an eine Rückdeckungsversicherung gezahlt werden. Die Besteuerung erfolgt erst bei Leistungsbezug.

### Sozialversicherungsrechtliche Förderung
Entgeltumwandlung für betriebliche Altersversorgung ist gemäß § 1a Betriebsrentengesetz (BetrAVG) in Verbindung mit § 1 Sozialversicherungsentgeltverordnung (SvEV) bis zur Höhe von vier Prozent der Beitragsbemessungsgrenze der gesetzlichen Rentenversicherung (§ 159 SGB VI) beitragsfrei. Dies gilt seit Einführung des Altersvermögensgesetzes im Jahr 2002 für die Durchführungswege Pensionsfonds, Pensionskasse, Pensionszusagen und Unterstützungskassen gleichermaßen. Seit 2005 sind auch Beiträge zu einer betrieblichen Altersvorsorge im Durchführungsweg Direktversicherung steuer- und sozialabgabenfrei. Wenn der Umwandlungsbetrag für eine nach § 40b EStG geförderte Direktversicherung aus einer Sonderzahlung (beispielsweise Urlaubs- oder Weihnachtsgeld) erfolgt, ist dieser Betrag ebenfalls sozialversicherungsfrei. Beiträge, die nach § 10a EStG gefördert werden, sind immer sozialversicherungspflichtig.
Wird Entgelt im Umfang von mehr als vier Prozent der Beitragsbemessungsgrenze umgewandelt, so ist der übersteigende Anteil des umgewandelten Entgelts grundsätzlich wieder sozialversicherungspflichtig.
Soweit Entgeltbestandteile oberhalb der Beitragsbemessungsgrenze der Kranken- bzw. Rentenversicherung umgewandelt werden, und auch nach Beitragsumwandlung keine Unterschreitung der jeweiligen Beitragsbemessungsgrenze erfolgt, tritt kein sozialversicherungsrechtlicher Effekt ein, da auf die umgewandelten Entgeltanteile zum jeweiligen Versicherungszweig ohnehin keine Beiträge zu entrichten wären. Sollten lediglich Teile des umgewandelten Entgelt oberhalb der jeweiligen Bemessungsgrenzen liegen, so würde analog dazu für diesen Teil kein entsprechender Fördereffekt auftreten.

### Förderung arbeitgeber- und arbeitnehmerfinanzierter betrieblicher Altersvorsorge
Eine spezifische Förderung von Entgeltumwandlungszusagen gibt es nicht. Die genannten steuer- und sozialversicherungsrechtlichen Vorgaben gelten für arbeitnehmer- und arbeitgeberfinanzierte Altersversorgung gleichermaßen. Werden die Höchstbeträge bereits durch eine arbeitgeberfinanzierte Altersversorgung genutzt, stehen sie für eine Entgeltumwandlungszusage mithin nicht mehr zur Verfügung.

## Steuer- und Beitragspflicht in der Auszahlungsphase
Im Rahmen der Entgeltumwandlung erworbene Rentenansprüche sind in der Auszahlungsphase grundsätzlich steuer- und bei gesetzlich wie freiwillig Versicherten beitragspflichtig zur gesetzlichen Kranken- und Pflegeversicherung. Ob sich bei den nachgelagert besteuerten Durchführungswegen für den Arbeitnehmer insgesamt Steuervorteile ergeben, hängt im Einzelfall von den persönlichen steuerlichen Rahmenbedingungen, der Entwicklung der Steuergesetzgebung sowie der gewählten Zusage-/Rückdeckungsvariante und den Umwandlungsbeiträgen ab.

### Steuerpflicht
Die Versorgungen nach dem Alterseinkünftegesetz 2005 werden bei Direktversicherungen, Pensionskassen und Pensionsfonds als sonstige Einkünfte im Sinne von § 22 EStG voll versteuert, sofern die Beiträge nach § 3 Absatz 63 beziehungsweise § 10a EStG steuerlich gefördert wurden. Direktversicherungen und Pensionskassen, die gemäß § 40b EStG pauschal versteuert wurden, werden bei Ausübung des Rentenwahlrechts mit dem Ertragsanteil versteuert und sind bei Ausübung des Kapitalwahlrechts steuerfrei.
Bei Pensionszusagen und Unterstützungskassen fließen Leistungen dem Arbeitnehmer während der Anwartschaftsphase nicht zu, da dieser während der Einzahlungsphase nicht darüber verfügen kann. Die Versorgungsleistungen werden daher in der Rentenbezugszeit als (nachträgliche) Einkünfte aus nichtselbständiger Arbeit im Sinne des § 19 EStG voll nachgelagert steuerpflichtig. Nach § 19 Abs. 2 EStG steht den Arbeitnehmern zur Glättung seiner steuerlichen Verpflichtung der Versorgungsfreibetrag (2019: maximal 1320 €) und ein Zuschlag (2019: 396 €) zur Verfügung, sofern letzterer nicht anderweitig ausgeschöpft wurde. Sieht die Pensionszusage beziehungsweise Unterstützungskasse eine Kapitalzahlung vor, kann gegebenenfalls die in § 34 EStG geregelte, progressionsmildernde Wirkung der Fünftelregelung genutzt werden. Allerdings hat der Bundesfinanzhof 2016 in einem Fall entschieden, dass solche vereinbarte Kapitalauszahlungen nicht als außerordentliche Einkünfte im Sinne des § 34 EStG anzusehen seien, so dass die Fünftelregelung nicht anzuwenden sei.

### Beitragspflicht zur Gesetzlichen Kranken- und Pflegeversicherung
Bei Versorgungsberechtigten, die gesetzlich beziehungsweise freiwillig krankenversichert sind, fallen während der Leistungsbezugsphase die vollen Beiträge (Arbeitgeber- und Arbeitnehmeranteil) zur gesetzlichen Kranken- und Pflegeversicherung an.
Eine Beitragspflicht besteht auch, wenn die Versorgungsleistung in einer Summe (Kapitalwahlrecht) ausgezahlt wird. Zur Berechnung des Versicherungsbeitrags wird der Kapitalbetrag durch 120 geteilt (10 Jahre à 12 Monate) und multipliziert mit dem vollen KV/PV-Beitragssatz. Der sich ergebende Beitrag ist für die Dauer von 10 Jahren monatlich zu entrichten. Mindestgrenze für die Erhebung von Beiträgen ist die steuerrechtliche Bagatellgrenze im Rahmen der KVdR-Verbeitragung der betrieblichen Altersversorgung (§ 226 SGB V). Diese liegt gemäß § 18 SGB IV bei 1/20 der Bezugsgröße, mithin bei einer Monatsrente von 148,75 € (Stand: 2017).
Sofern Beiträge oberhalb der Beitragsbemessungsgrenze umgewandelt werden, werden keine Sozialversicherungsbeiträge zur Krankenversicherung gespart. Trotzdem kann bei Rentenbezug eine Beitragspflicht für die gesetzliche Kranken- und Pflegeversicherung entstehen, sofern die Versorgungsbezüge die Beitragsbemessungsgrenze nicht auch im Rentenalter übersteigen.

## Betriebswirtschaftliche Auswirkungen beim Arbeitgeber
Sie hängen wie bei der arbeitgeberfinanzierten Versorgung vom gewählten Durchführungsweg ab. Bei der Direktzusage nach § 6a EStG müssen Pensionsrückstellungen gebildet werden. Bei Direktversicherung, Pensionskasse, Pensionsfonds und rückgedeckter Unterstützungskasse sind die Versicherungsbeiträge als Betriebsausgaben geltend zu machen (§ 4b S.1 bzw. § 4c Abs.1 S.1 bzw. § 4e Abs.1 bzw. § 4d Abs.1 Nr.1 c EStG). Bei der pauschaldotierten Unterstützungskasse (§ 4d Abs.1 Nr.1 b EStG) ist es ein zur Zusage in Relation stehender Betrag, der als Betriebsausgabe geltend gemacht werden darf und von den umgewandelten Gehaltsanteilen abweicht. Damit ist die Entgeltumwandlung nicht erfolgsneutral. Bei Direktzusage und pauschaldotierter Unterstützungskasse ergeben sich – regelmäßig und unterschiedlich lang – Steuerereinsparungen, die höher sind, als wenn die Bezüge ausgezahlt worden wären. Allen Durchführungswegen gemeinsam sind die Entlastungen durch die eingesparten Sozialversicherungsbeiträge, sofern unterhalb der BBG.

## Kritik an der Entgeltumwandlung
Da die Entgeltumwandlung das sozialversicherungspflichtige Einkommen mindert, wird sie nicht nur von den Trägern der gesetzlichen Rentenversicherung skeptisch gesehen. Aus alterssicherungs- und verteilungspolitischer Sicht sei die Befreiung der umgewandelten Entgeltanteile von der Sozialversicherungspflicht problematisch, weil sie bei den Beschäftigten, die von ihr Gebrauch machen, zu einer zusätzlichen Versorgungslücke im Alter führe, da sie geringere Rentenversicherungsbeiträge entrichteten und damit geringere Rentenanwartschaften erwürben. Gleichfalls wird so die Höhe der Erwerbsminderungsrente wie auch des Übergangsgelds gemindert.
In Folge der Entgeltumwandlung sinkt auch das allgemeine Rentenniveau. Von dieser Niveausenkung sind alle Rentenversicherten betroffen, unabhängig davon, ob sie selbst Entgeltumwandlung betreiben.
Der Wert des Rentenanspruchs aller, die nicht umwandeln, wird also durch die Entgeltumwandlung gemindert. Ob sich die Entgeltumwandlung für diejenigen lohnt, welche selbst umwandeln, hängt wesentlich von der Rentierlichkeit der betrieblichen Altersversorgung, dem Alter der Versicherten bei Beginn der Umwandlung sowie den Steuer- und Sozialabgabesätzen während der Beitragsphase im Vergleich zur Auszahlungsphase ab.
Die Beitragsfreistellung in den anderen Sozialversicherungen führt analog zu ähnlichen Problemen. So mindert die Entgeltumwandlung die individuellen Ansprüche auf Arbeitslosen- und Krankengeld. Gleichzeitig mindert es die Beitragseinnahmen und führt tendenziell zu einem höheren Beitragssatz. Da auch das steuerpflichtige Einkommen niedriger ist, fällt auch das Elterngeld niedriger aus (sofern nicht ohnehin der Höchstbetrag überschritten bleibt). Gleichzeitig mindert es die Staatseinnahmen und führt indirekt zu höheren Steuersätzen.